# Ziguinchor
Ziguinchor est une ville située dans le sud du Sénégal, faisant partie de la région et du département éponymes. Elle se trouve au cœur de la région naturelle de la Casamance. En 2013, la population de Ziguinchor était estimée à 205 294 habitants.

## Géographie

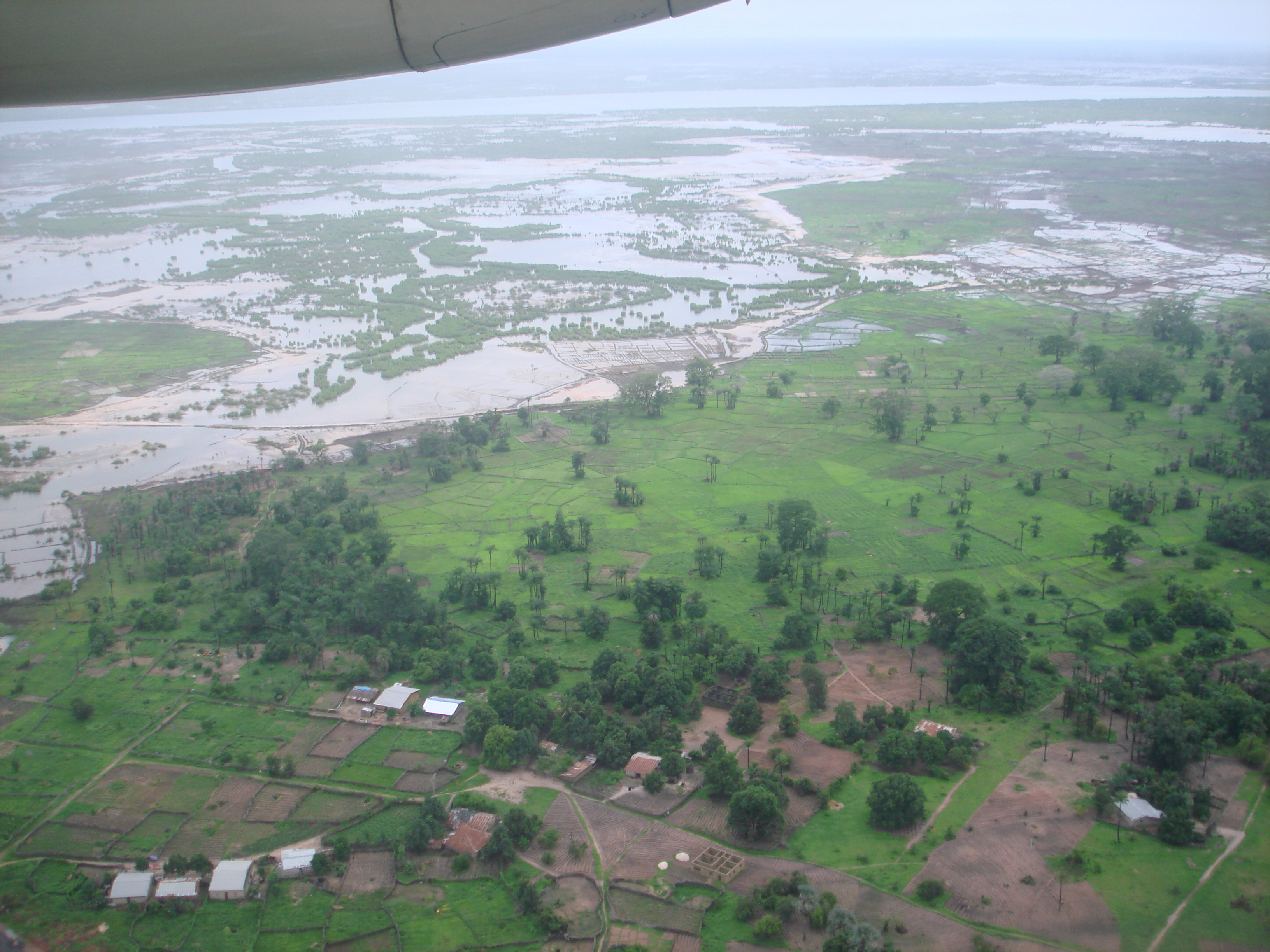
Vue aérienne du fleuve Casamance.

La ville de Ziguinchor est située dans le sud-ouest du Sénégal, au bord du fleuve Casamance, à environ 70 kilomètres de l'océan Atlantique. Elle bénéficie d'une connexion par voie routière, maritime et aérienne avec Dakar, la capitale sénégalaise, qui se trouve à une distance de 454 kilomètres.

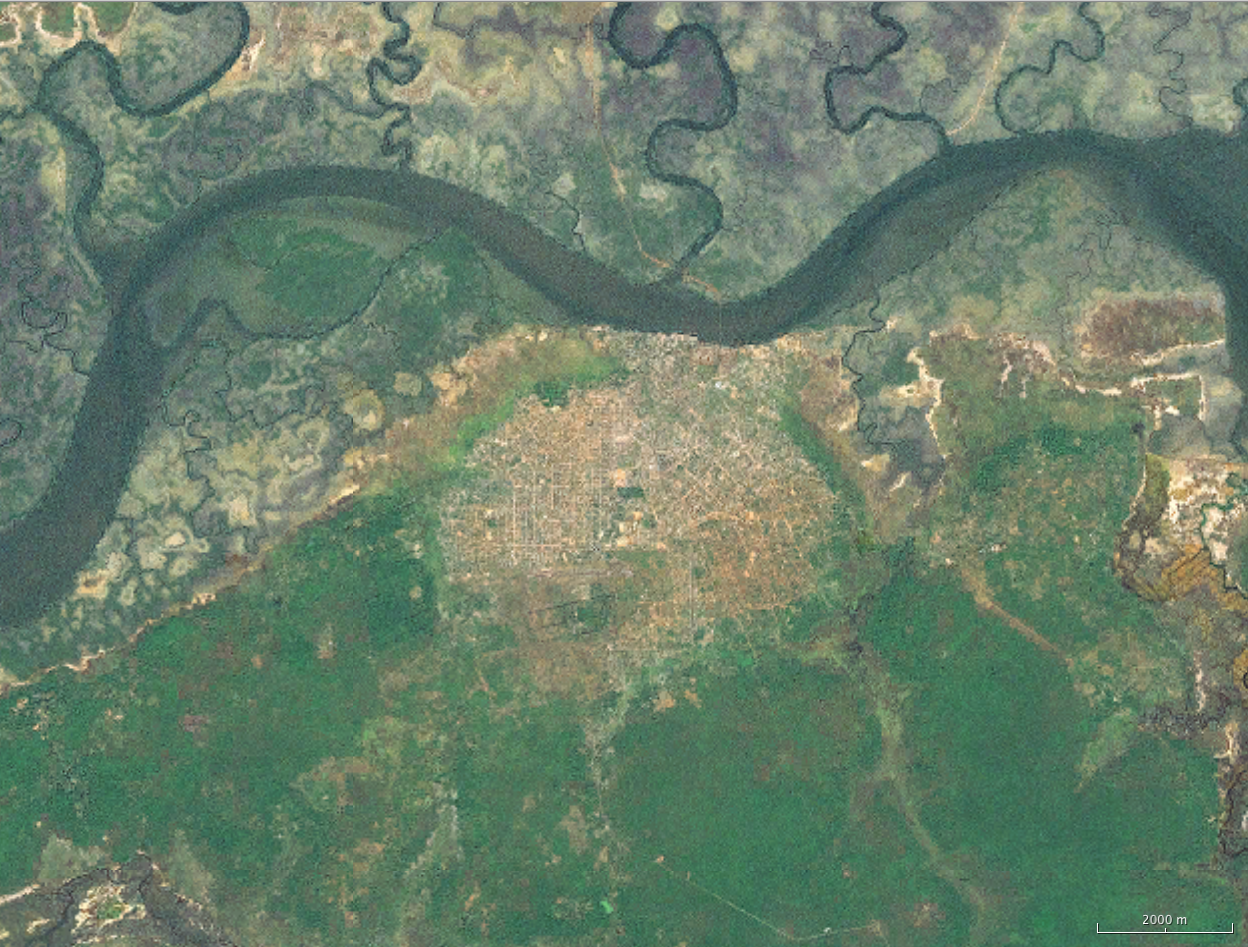
Vue satellite de Ziguinchor sur la rive gauche du fleuve Casamance (NASA).

Jusqu'au milieu des années 1970, la traversée de la Casamance en direction du nord s'effectuait au moyen d'un bac. En 1974, un pont de 650 mètres de longueur a été érigé au-dessus du fleuve, à l'est de la ville. Ce pont a fait l'objet d'une importante réhabilitation au début des années 2010, dont les travaux ont été achevés en janvier 2014.
La ville, située dans une région de faible altitude, se trouve à environ 12 mètres au-dessus du niveau de la mer. Cette situation géographique engendre une pente moyenne de 17 centimètres par kilomètre jusqu'à l'océan. La ville est entourée de zones humides, comprenant des marigots et des rizières, vers lesquelles l'urbanisation tend à s'étendre.

## Toponymie
Le nom de la ville dérive du portugais « chegaram e choraram », ce qui se traduit par « ils sont arrivés et ils ont pleuré ». Cette dénomination fait référence à la réaction émotionnelle des habitants de la ville à l'arrivée des Portugais, qui craignaient de devenir des esclaves.

## Histoire
La ville a été fondée en 1645 par les Portugais à proximité des villages baïnouks environnants : Tobor au nord, Niaguis et Djifanghor à l'est, Brin à l'ouest et Bouroffaye au sud. Initialement intégrée à la colonie portugaise de Guinée, elle fut cédée à la France le 12 mai 1886 en échange du comptoir de Cacine, qui appartenait alors à la colonie française de Guinée. 
Cette cession résulta d'un accord luso-français conclu en marge de la conférence de Berlin. Par la suite, la France transforma cette ville en un important comptoir commercial. Elle devint prospère entre autres grâce au commerce de l'arachide.
La route reliant Ziguinchor à Tobor fut édifiée au cours des années 1920 dans des circonstances particulièrement ardues. Sous la direction du chef de canton, Arfang Sonko, elle fut construite dans une région extrêmement marécageuse, nécessitant la réalisation d'une digue sur toute sa longueur de 6 kilomètres, avec des ressources limitées et l'utilisation de matériaux locaux. Ce projet ambitieux fut réalisé sous le régime du travail forcé établi par le code de l'indigénat, mobilisant environ 14 000 travailleurs pour des périodes dépassant les limites légales imposées par ce système coercitif,.
La région a progressivement adopté le christianisme. Après la Seconde Guerre mondiale, Ziguinchor a connu un ralentissement de son développement, notamment en raison des troubles internes associés à l'émergence d'un mouvement indépendantiste, le MFDC, à partir de décembre 1982.
Pendant les années 1960, Ziguinchor était souvent le théâtre de bruits de canons provenant des affrontements entre les forces coloniales portugaises et les combattants du PAIGC (Parti Africain pour l'Indépendance de la Guinée et du Cap-Vert). À cette époque, la ville se distinguait également par son rôle dans l'exportation d'arachides et de crevettes à destination de Dakar et de l'Europe. Durant cette même période, les résidents français établis à Ziguinchor manifestaient un vif intérêt pour la plage du Cap Skirring, où ils se rendaient régulièrement les week-ends. L'accès à cette plage pittoresque se faisait alors par une route cahoteuse et poussiéreuse d'environ deux heures de trajet, ponctuée par les passages aléatoires des bacs à Essoukoudiack et Niambalang. Sur le littoral, ils avaient érigé de modestes bungalows et même des tentes, offrant un confort spartiate pour y séjourner quelques jours, appréciant la plage pour ses conditions propices à la baignade en famille et à la pêche.
Afin de faciliter l'accès au Cap Skirring, une piste d'atterrissage fut construite par les membres de l'aéroclub de Casamance, basé à Ziguinchor. Cette initiative bénéficia du soutien de l'amirauté française à Dakar, qui mit gracieusement à disposition un bateau à fond plat (LTC). Ce navire permit de transporter depuis Ziguinchor les bulldozers nécessaires pour aménager la piste sur la plage. Initialement en terre battue, celle-ci fut progressivement prolongée et ensuite revêtue de béton afin de permettre l'arrivée de jets.
Depuis ces aménagements, le Cap Skirring a gagné en renommée et attire désormais de nombreux touristes européens, parmi lesquels ceux du Club Méditerranée.

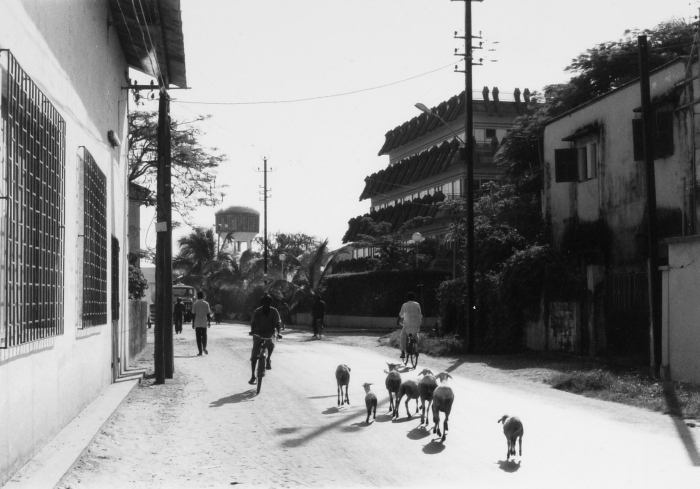
Ziguinchor en 1988.

Chef-lieu d'une région à forte présence chrétienne dans un pays majoritairement musulman, de plus séparée du nord du Sénégal par l'enclave de la Gambie, Ziguinchor fut un peu délaissée et connut des troubles politiques sérieux dans les années 1980.
En septembre 2002 survient le naufrage du Joola, un ferry sénégalais, faisait le trajet entre Ziguinchor et Dakar, capitale du Sénégal. Il transportait à l'origine environ 1 900 personnes avec une capacité initiale de 536 passagers. Le naufrage fera environ 1 863 morts et disparus selon le bilan officiel, ce qui en fait l'un des naufrages les plus meurtriers de l'histoire en temps de paix à ce jour. Après la catastrophe a entraîné une enquête nationale et des critiques sévères envers le gouvernement sénégalais, notamment en ce qui concerne la gestion de la sécurité maritime, l'entretien du navire et la gestion des risques. Après cet événement, des réformes ont été proposées pour améliorer la sécurité des transports maritimes au Sénégal.
Le 16 janvier 2024, le Premier ministre Amadou Ba inaugure un mémorial dans la ville et rend hommages aux disparus lors d'une visite dans un parc au bord du fleuve où se situe un monument aux morts.

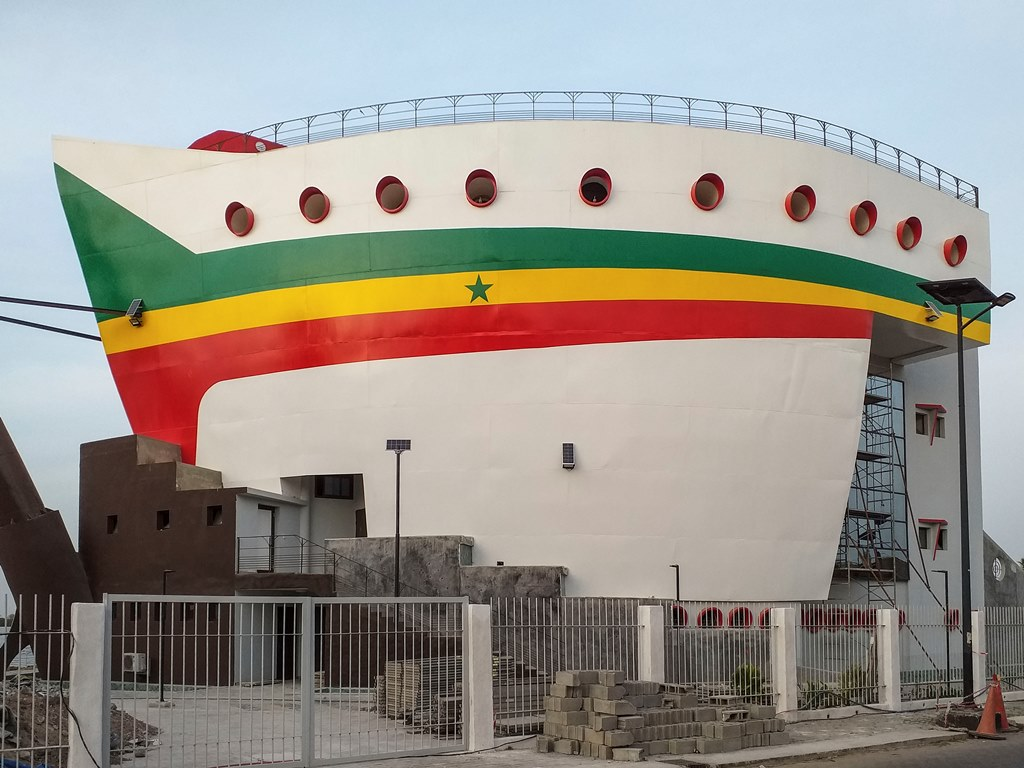
Mémorial « le Joola ».
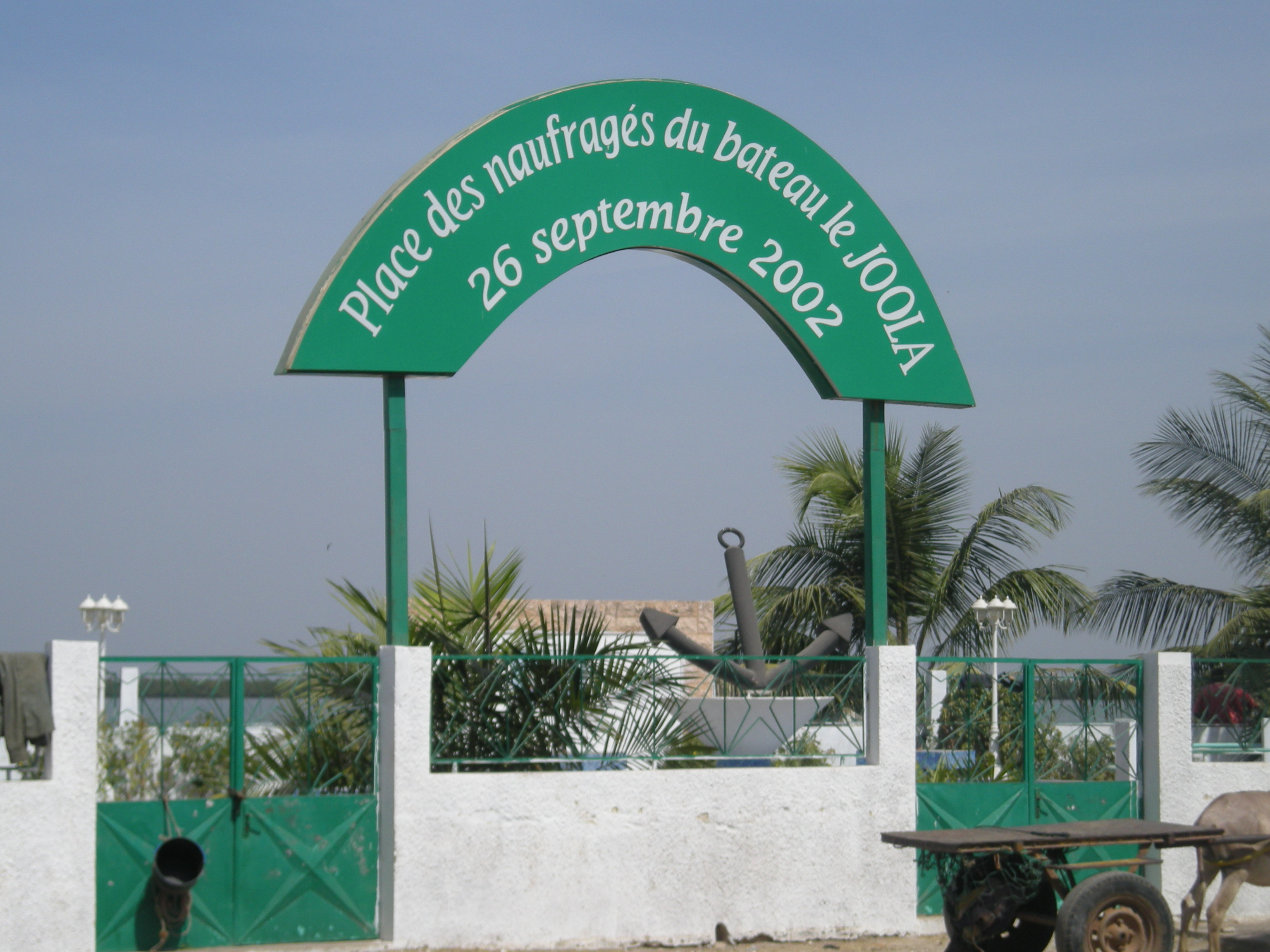
Place des naufragés du bateau le Joola.
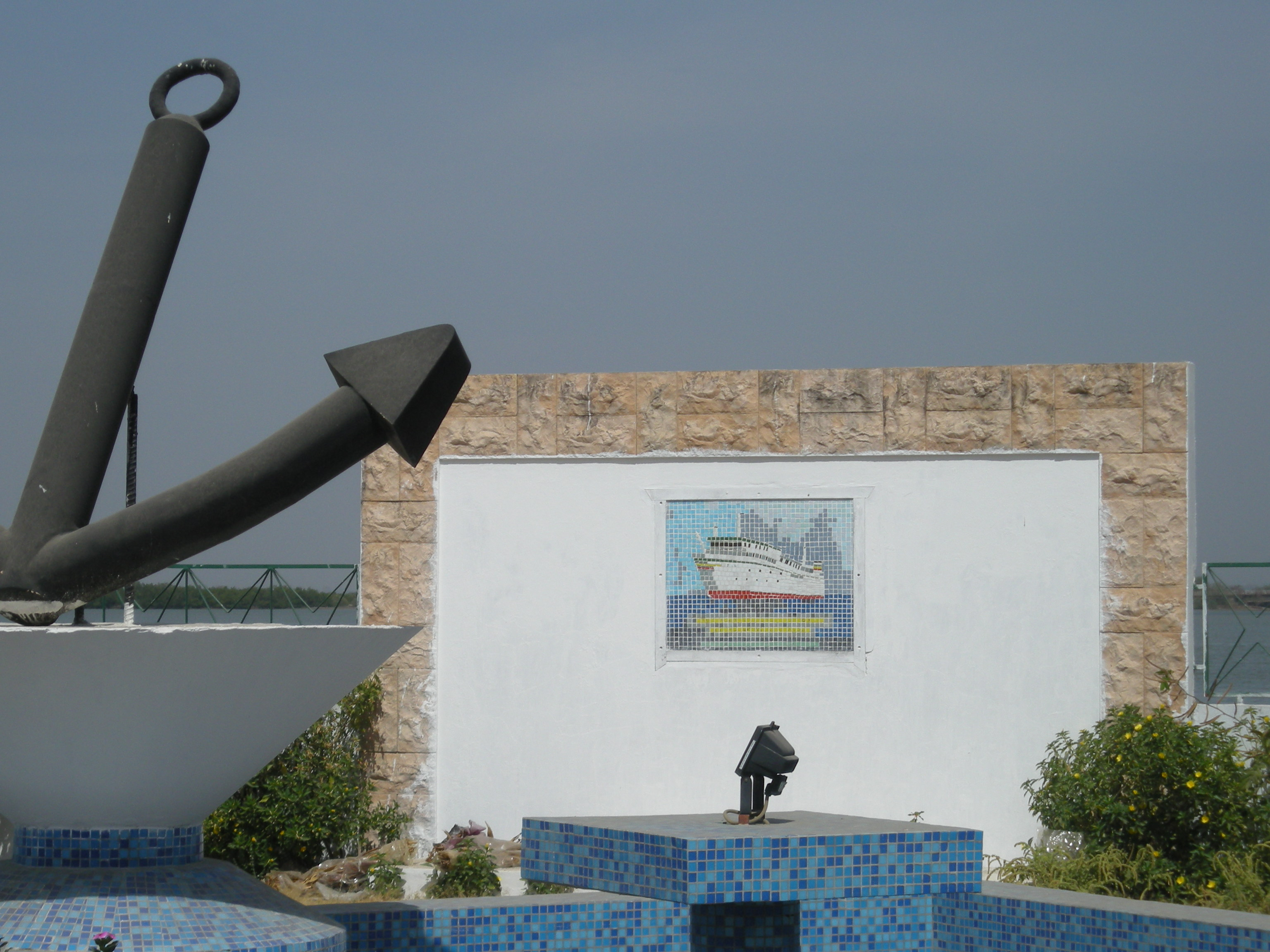
Monument dédié aux victimes.

## Population et société
Lors des recensements de 1988 et 2002, la population de Ziguinchor était respectivement de 124 283 et 153 269 habitants.
En 2013, les estimations officielles indiquaient que la ville comptait environ 205 294 habitants. Selon les statistiques de 2018, la population de Ziguinchor est estimée à 289 904 habitants.
En 2017, selon les données officielles de l'Agence nationale de la statistique et de la démographie (ANSD), la population de la région de Ziguinchor était estimée à 621 171 habitants, répartis en 318 925 hommes et 302 246 femmes. Le taux de croissance démographique annuel de cette région s'élevait à 5,1 %.

## Économie

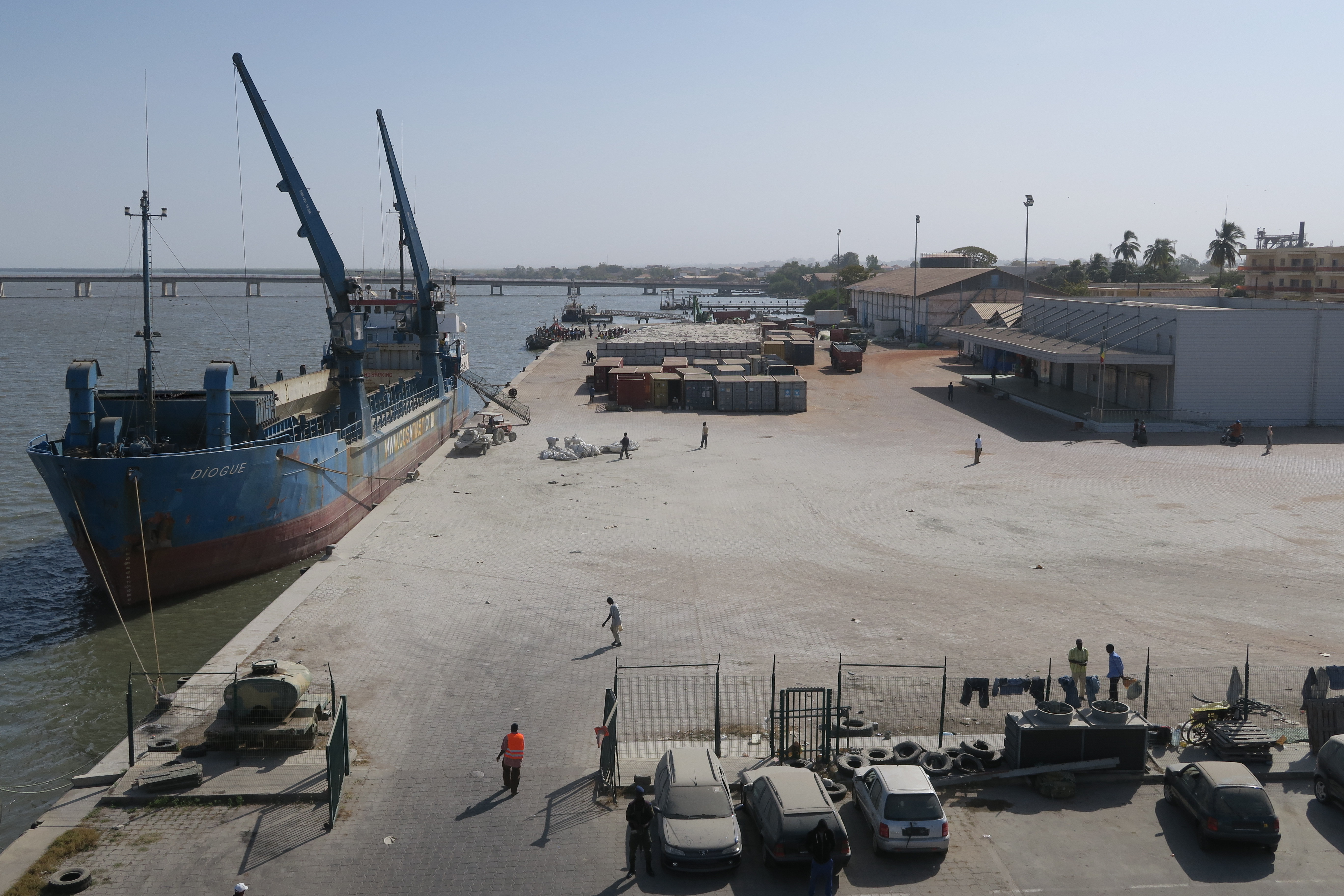
Port de Ziguinchor.

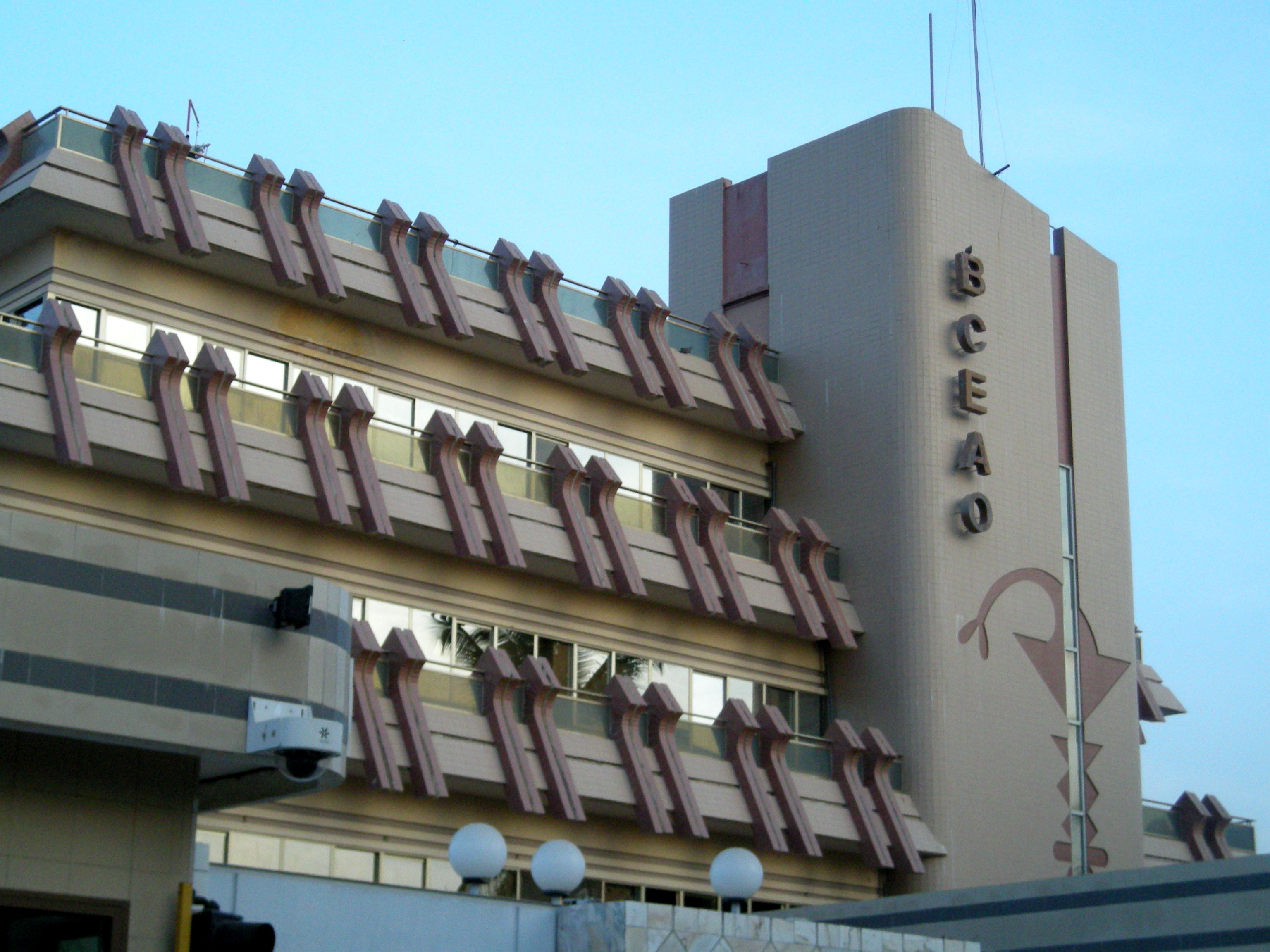
Agence de la BCEAO.

À partir des années 1970, la région de Ziguinchor et la Casamance ont fait face à l'émergence de quatre nouveaux défis économiques :
- L'exportation massive de l'arachide américaine vers l'Europe a eu un impact significatif sur l'économie locale.
- La petite crevette des mers du nord a progressivement supplanté la crevette locale, connue comme la "grosse" crevette, sur le marché.
- Le Cap Skirring est devenu un concurrent économique et touristique majeur pour la région.
- Les tensions politiques en Casamance, marquées par les revendications d'indépendance, ont également affecté la stabilité économique.

Près de Ziguinchor, l'initiative de l'Océanium de Dakar a vu la plantation de 65 000 palétuviers. Dans les zones de mangrove, les femmes ont appris des méthodes durables pour récolter les huîtres en les détachant des arbres, préservant ainsi l'écosystème. Autrefois, elles les récoltaient en coupant les racines, ce qui était préjudiciable à l'environnement.

## Transports

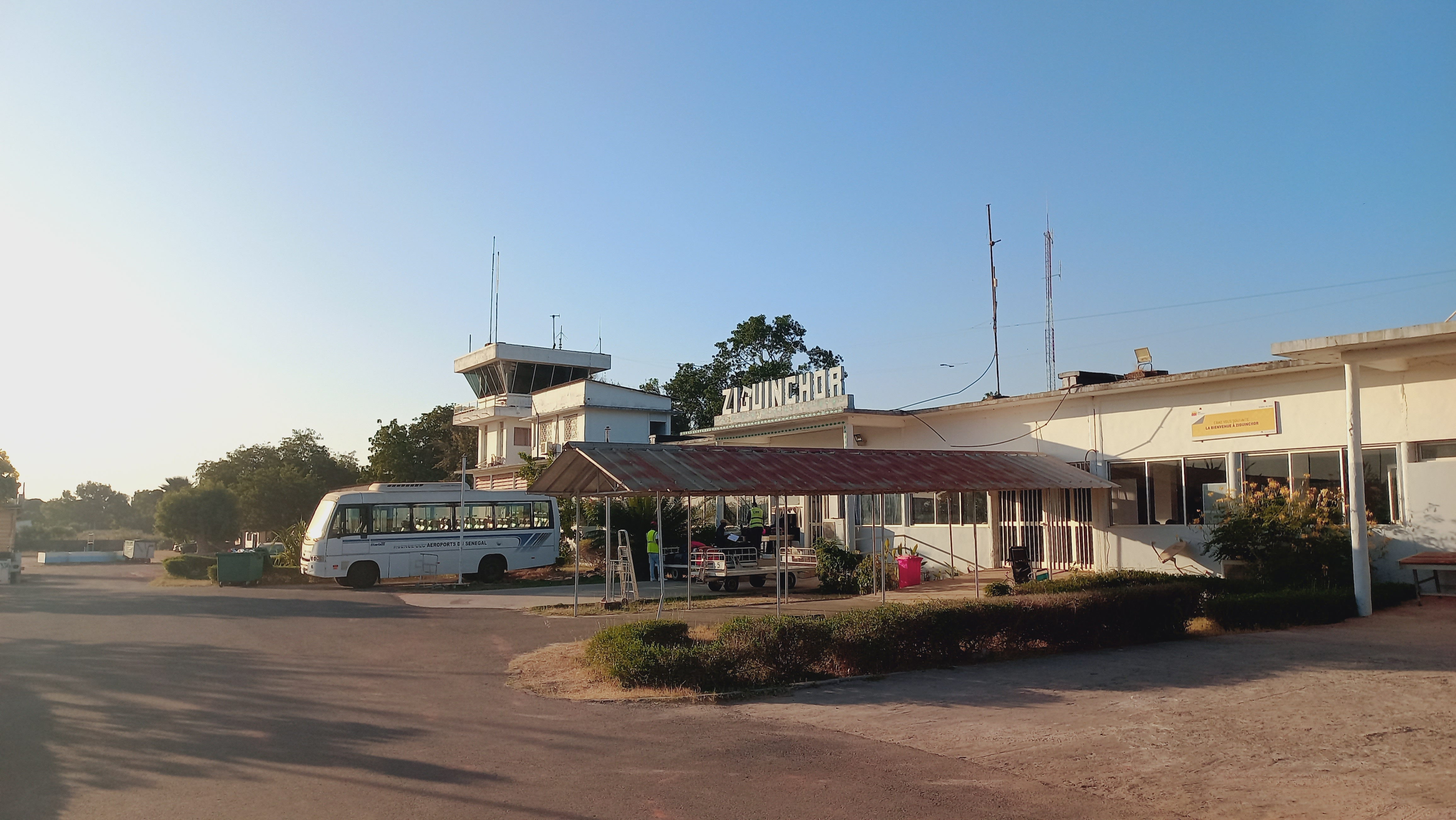
L'aéroport de Ziguinchor.

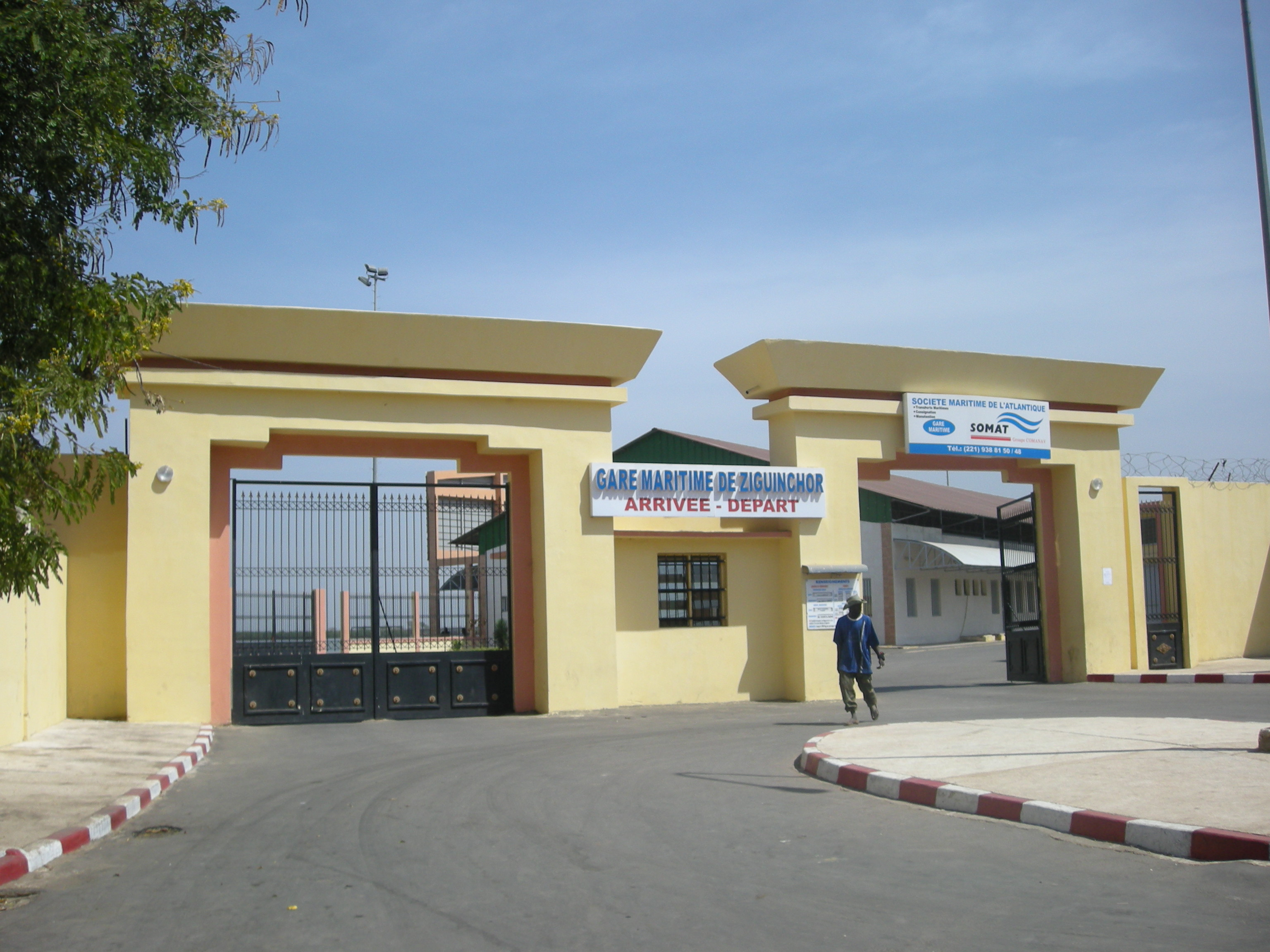
La gare maritime.

La ville est desservie par divers moyens de transport. Notamment, elle bénéficie d'une liaison aérienne avec l'aéroport de Ziguinchor, actuellement en phase finale de reconstruction et prévu pour une mise en service entre mars et juin 2024. Par ailleurs, la gare maritime de Ziguinchor assure la liaison principale vers Dakar, la capitale nationale. À moyen terme, un projet de ligne ferroviaire aux normes de 1435 mm est envisagé pour desservir la ville. Des minibus assurent également des liaisons vers d'autres villes et villages environnants, incluant Dakar avec un itinéraire passant par la Gambie, via le pont routier Sénégambie ouvert en janvier 2019 en remplacement du bac originel, jugé obsolète et à faible capacité.

## Architecture

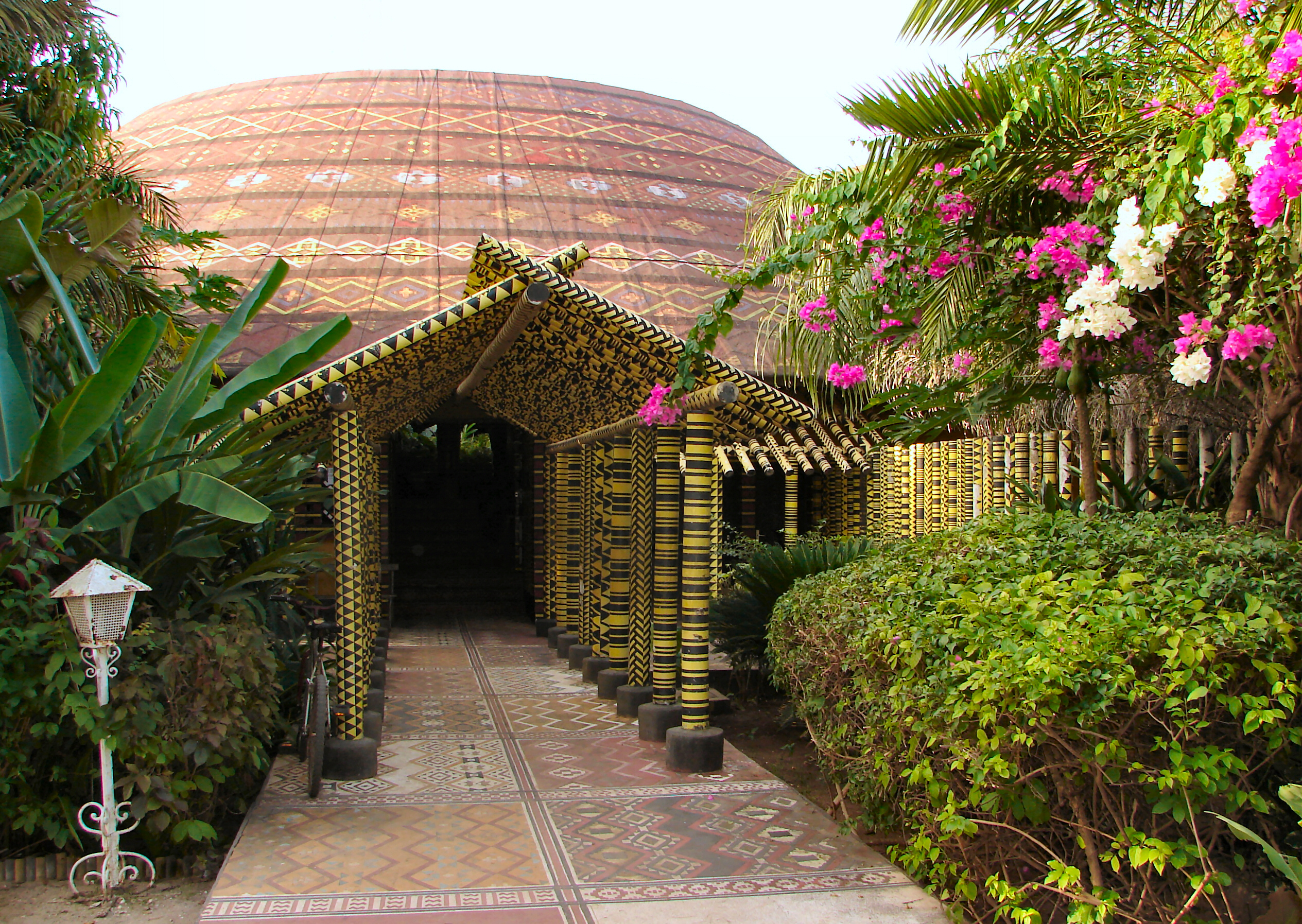
L'Alliance Franco-sénégalaise.

Le bâtiment qui héberge à la fois le conseil régional de Ziguinchor et la Gouvernance de Ziguinchor est répertorié parmi les Monuments historiques classés.
Le bâtiment contemporain qui héberge l'Alliance Franco-sénégalaise, un centre culturel, puise son inspiration dans l'architecture traditionnelle des cases à impluvium, ainsi que dans l'utilisation abondante des couleurs et des motifs géométriques typiques des traditions diola et manjaques. Il est construit avec des matériaux locaux, s'intégrant ainsi harmonieusement dans son environnement. L'association Pkumel, œuvrant pour la revalorisation la culture mancagne, est créée en 1993 à Ziguinchor.
La ville possède aussi un patrimoine architectural hérité de la colonisation française avec plusieurs bâtisses de style colonial.

## Lieux de culte

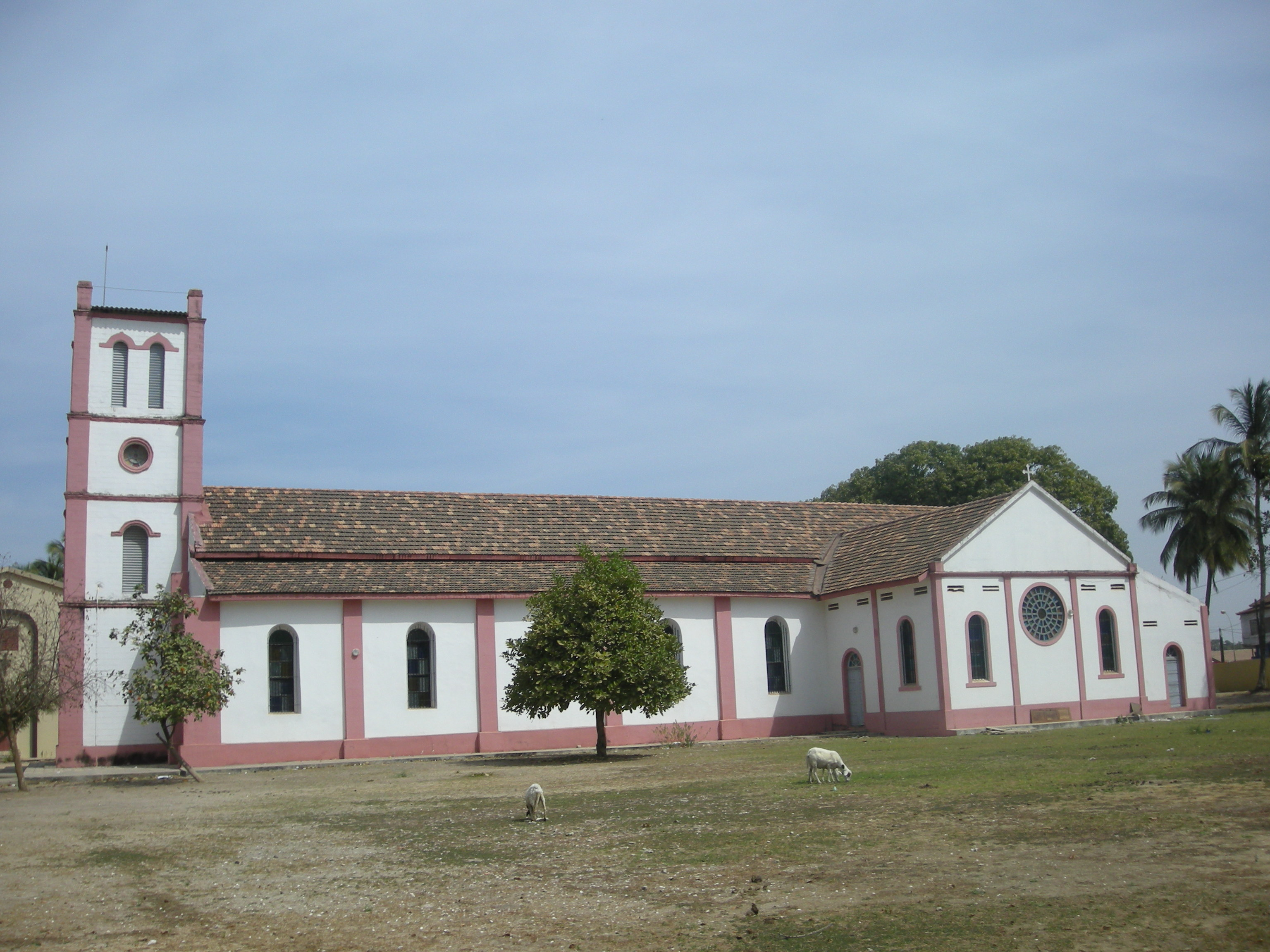
La cathédrale Saint-Antoine-de-Padoue.

Parmi les édifices dédiés au culte, les principaux types rencontrés sont les églises et les temples affiliés à la tradition chrétienne, incluant notamment l'Église catholique, les Assemblées de Dieu, et l'Église universelle du royaume de Dieu. En outre, on trouve également des mosquées qui sont destinées au culte de la religion musulmane.
Le diocèse de Ziguinchor de l'Église catholique a son siège à la cathédrale Saint-Antoine-de-Padoue. Il reconnaît le sanctuaire Notre-Dame-des-Missions de Ziguinchor comme sanctuaire diocésain depuis 2010.

## Éducation

### Enseignement supérieur
La ville héberge l'Université Assane-Seck de Ziguinchor (UASZ), établie en 2007 et renommée en 2013. Cette institution d'enseignement supérieur est située à proximité de l'aéroport actuel de la ville.

## Jumelages
- Saint-Maur-des-Fossés (France) depuis 1966
- Rimini (Italie) depuis 1976
- Viana do Castelo (Portugal) depuis 1989
- Comté du Prince George (Maryland) (États-Unis)
- Compiègne (France) depuis 2019

## Administration

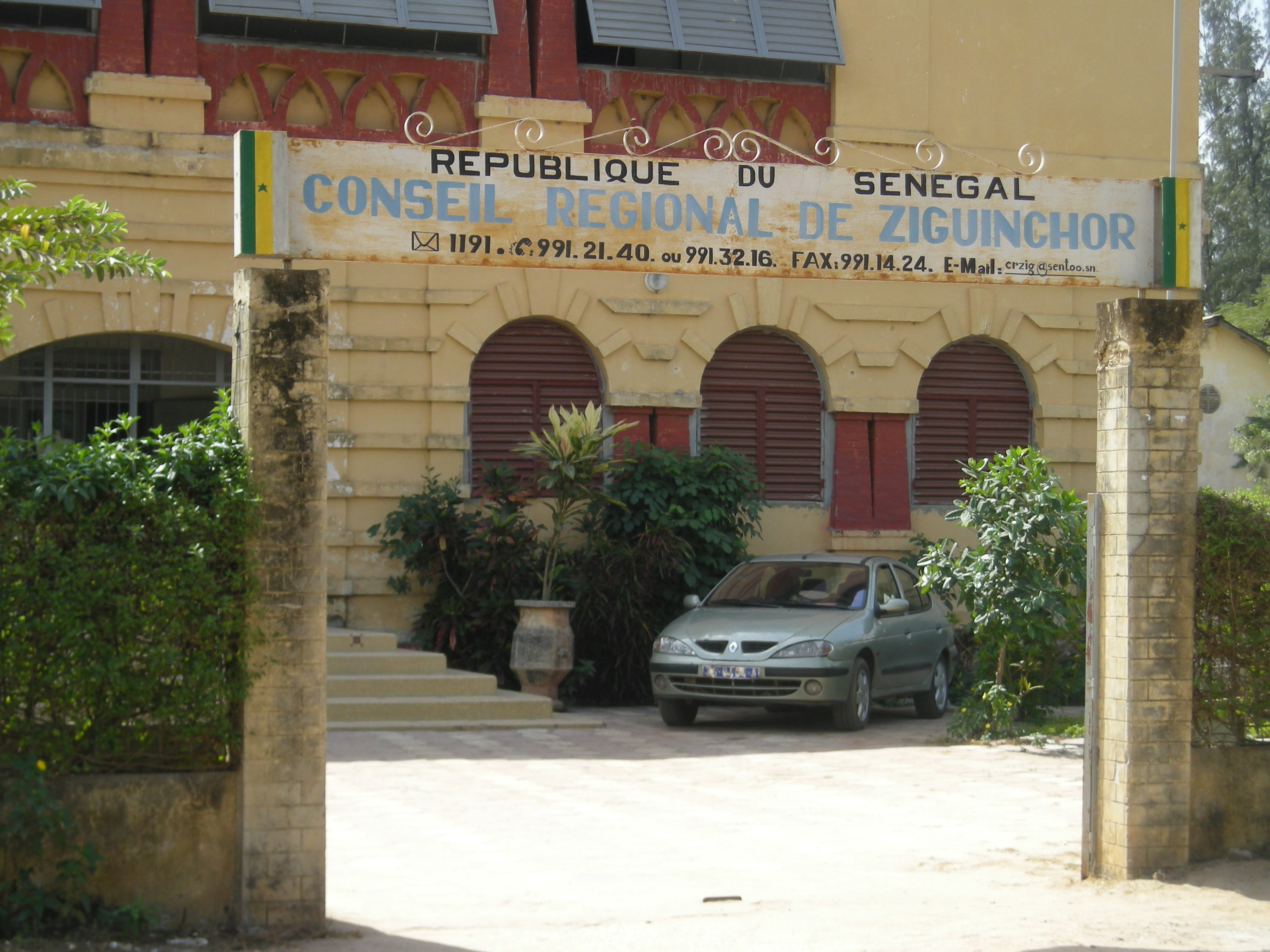
Conseil régional de Ziguinchor.

La ville de Ziguinchor constitue le chef-lieu administratif du département et de la région éponymes dans la région naturelle de la Casamance au Sénégal. Elle fut également le siège d'un consulat français, où résidaient environ 500 Français en 1967. À la tête de la mairie de Ziguinchor, plusieurs personnalités se sont succédé, notamment Jules Charles Bernard, Antoine Étienne Carvalho, et Mamadou Abdoulaye Sy. Robert Sagna occupa la fonction de maire pendant 26 ans jusqu'à sa défaite en mars 2009 face à Abdoulaye Baldé, alors Secrétaire général de la Présidence et nommé ministre d'État et des Forces armées quelques mois plus tard. De 2022 à 2024, Ousmane Sonko, président du parti Pastef, assume la fonction de maire.
Le budget de la commune pour l'année 2023 s'élève à 5 milliards de francs CFA, comprenant une contribution substantielle provenant du Programme d'appui aux communes et agglomérations du Sénégal (Pacasen). Ce montant représente une exception notable, attribuable au report de la dotation prévue pour l'année 2022 du Pacasen. Habituellement, le budget annuel se situe autour de 3,5 milliards de FCFA.
En avril 2024, Ousmane Sonko est désigné Premier ministre. En conséquence, il démissionne de ses fonctions de maire. À partir du 6 mai, Aïda Bodian, la première adjointe, est nommée maire par intérim pour assurer la continuité des responsabilités municipales.

## Sports
- Casa Sports Football Club, club professionnel du Championnat du Sénégal de football de Première Division (Ligue 1).

## Personnalités nées à Ziguinchor
- Jules Bocandé, footballeur
- Ousmane Sembène, cinéaste
- Pierre Goudiaby Atepa, architecte
- Touré Kunda, musiciens
- Thérèse King, femme politique
- Gabriel Kemzo Malou, artiste plasticien
- Badara Diatta, arbitre international de football
- Aliou Cissé, sélectionneur et footballeur
- Émilie Gomis, basketteuse
- Basile Salomon Pereira De Carvalho, footballeur
- Joachim Fernandez, footballeur
- Athanas Tendeng, footballeur
- Doudou Ka, ingénieur civil des Ponts et Chaussées, banquier d'affaires et homme politique
- Seckou Keita, joueur de kora
- Alfred Gomis, footballeur

#### Géographie
- Maguette Diop, Monographie climatique d’une station synoptique : Ziguinchor (1946-1975) (mémoire de maîtrise), université de Dakar, 1977.
- Joseph Samba Gomis, « Quand la débrouille des habitants pallie une politique urbaine défaillante : l’extension de l’habitat informel dans l’agglomération de Ziguinchor (Sénégal) ». Géoconfluences, septembre 2021.
- Christian Nala Mingou, Gestion Urbaine et coopération décentralisée à Ziguinchor : les acteurs face aux problèmes de la ville (mémoire de maîtrise de Géographie, option Urbanisme/Urbanisation), Saint-Louis, université Gaston-Berger, 2003, 124 p. + annexes.

#### Histoire et géographie historique
- Jean-Claude Bruneau, Ziguinchor en Casamance : aspects géographiques de la capitale régionale du Sud Sénégalais (thèse de 3e cycle), université de Bordeaux-III, 1975, 409 p.
- Jean-Claude Bruneau, Ziguinchor en Casamance : la croissance urbaine dans les pays tropicaux, Talence, Ministère des universités, CNRS, Centre d'études de géographie tropicale, 1979.
- Nfally Diedhiou, Administration coloniale et travail forcé en Casamance : étude de cas du réseau routier à travers la construction de la route Tobor-Ziguinchor (mémoire de maîtrise), Dakar, université Cheikh-Anta-Diop (UCAD), 2000, 119 p. + annexes.
- Baudouin Duquesne, Le secteur informel en Afrique. Approche théorique et étude de cas : “les barroms-sarrettes de Ziguinchor”, Sénégal, 1986.
- Mamadou Goudiaby, Monographie de la ville de Ziguinchor de 1886 à 1960 : le problème des sources (mémoire de DEA), Dakar, université Cheikh-Anta-Diop (UCAD), 2001, 51 p.
- Caroline Juillard, Sociolinguistique urbaine : la vie des langues à Ziguinchor (Sénégal), Paris, CNRS, 1995.
- Jacqueline Trincaz, Colonisations et religions en Afrique noire : L’exemple de Ziguinchor (thèse de 3e cycle publiée), Paris, L’Harmattan, 1981, viii-360
- Pierre-Xavier Trincaz, Colonisation et régionalisme, la double domination : exemple de Ziguinchor en Casamance, Sénégal. Étude urbaine socio-économique d’une capitale régionale d’Afrique (thèse de 3e cycle), Paris, université Paris-V, 1979 ; publié en 1984 : Colonisation et Régionalisme. Ziguinchor en Casamance, Paris, ORSTOM, 270 p.